# Jens Stoltenberg
Jens Stoltenberg (ur. 16 marca 1959 w Oslo) – norweski polityk, ekonomista, parlamentarzysta, minister, w latach 2002–2014 przewodniczący Partii Pracy, premier Norwegii w latach 2000–2001 oraz 2005–2013, od 2014 do 2024 sekretarz generalny NATO.

## Życiorys
Absolwent nauk ekonomicznych na Uniwersytecie w Oslo. W latach 1979–1981 pracował jako dziennikarz w dzienniku „Arbeiderbladet”. Był także urzędnikiem w biurze statystycznym i wykładowcą ekonomii na macierzystej uczelni (1989–1990).
Zaangażował się w działalność Partii Pracy. Od 1985 do 1989 pełnił funkcję przewodniczącego jej organizacji młodzieżowej (AUF), w latach 1990–1992 kierował oddziałem laburzystów w Oslo. W 1989 został zastępcą poselskim do Stortingu, w 1993 uzyskał mandat deputowanego, który utrzymywał w wyborach w 1997, 2001, 2005 i 2009. W latach 1990–1991 był sekretarzem stanu w Ministerstwie Środowiska. Od 1993 do 1996 sprawował urząd ministra handlu i energii w gabinecie Gro Harlem Brundtland, a w okresie 1996–1997 ministra finansów w rządzie Thorbjørna Jaglanda.
Po upadku centroprawicowego rządu Kjella Magne Bondevika w marcu 2000 Jens Stoltenberg objął urząd premiera, który zajmował do października 2001, kiedy to po wyborach parlamentarnych lewica nie utrzymała władzy. W kwietniu 2002 zastąpił Thorbjørna Jaglanda na stanowisku przewodniczącego Partii Pracy. Po kolejnych wyborach w październiku 2005 po raz drugi stanął na czele rządu, współtworzonego przez Partię Lewicy Socjalistycznej i Partię Centrum. Koalicja pozostała u władzy także po wyborach w 2009, po których lider Partii Pracy zachował stanowisko premiera. W 2013 utrzymał mandat poselski. Wspierające go partie centrolewicowej koalicji utraciły większość parlamentarną, w październiku tegoż roku na stanowisku premiera zastąpiła go liderka konserwatystów Erna Solberg.
28 marca 2014 został nominowany na nowego sekretarza generalnego NATO. W tym samym roku na funkcji przewodniczącego Partii Pracy zastąpił go Jonas Gahr Støre. Urzędowanie na stanowisku sekretarza generalnego Jens Stoltenberg rozpoczął 1 października 2014. Jego kadencja była później kilkakrotnie przedłużana. Urząd ten sprawował do 1 października 2024, kiedy to zastąpił go Mark Rutte.
W lutym 2025 premier Jonas Gahr Støre powierzył mu stanowisko ministra finansów w swoim gabinecie.

## Życie prywatne
Syn Thorvalda Stoltenberga; jest mężem Ingrid Schulerud, z którą ma dwoje dzieci.

## Odznaczenia
- Medal Jubileuszowy Haralda V 1991–2016 – 2022[5]
- Order Republiki Czarnogóry II klasy – Czarnogóra, 2017[6]
- Order Krzyża Ziemi Maryjnej I klasy – Estonia, 2019[7]
- Krzyż Wielki Orderu Witolda Wielkiego – Litwa, 2019[8]
- Krzyż Wielki Orderu Krzyża Pogoni – Litwa, 2023[9]
- Order Księcia Jarosława Mądrego I klasy – Ukraina, 2023[10]
- Wielka Wstęga Orderu Leopolda – Belgia, 2024[11]
- Order Trzech Gwiazd I klasy – Łotwa, 2024[12]
- Order Tomáša Garrigue Masaryka III klasy – Czechy, 2024[13][14]
- Krzyż Wielki Orderu Zasługi Rzeczypospolitej Polskiej – Polska, 2024[15]
- Medal Departamentu Obrony za Wybitną Służbę Publiczną – Stany Zjednoczone, 2024[16]
- Prezydencki Medal Wolności – Stany Zjednoczone, 2024[17]
- Krzyż Wielki Orderu Izabeli Katolickiej – Hiszpania, 2024[18]
- Krzyż Wielki Orderu Oranje-Nassau – Holandia, 2024[19]
- Krzyż Wielki Orderu Zasługi Republiki Federalnej Niemiec – Niemcy, 2024[20]
- Komandor I klasy Orderu Gwiazdy Polarnej – Szwecja, 2024[21]
- Krzyż Zasługi I klasy MSZ(inne języki) – Estonia, 2024[22]
- Medal Rady Bałtyckiej – Rada Bałtycka, 2024[23]
- Wielka Wstęga Orderu Wschodzącego Słońca – Japonia, 2025[24]